# Mallur, Dharwad
Mallur là một làng thuộc tehsil Dharwad, huyện Dharwad, bang Karnataka, Ấn Độ.